# Menjaju sobaku na parovoz
Menjaju sobaku na parovoz (Меняю собаку на паровоз) è un film del 1975 diretto da Nikita Chubov.

## Trama
Un ragazzo di nome Alik aveva due sogni. Sognava di avere un cucciolo e di recitare in un film. E improvvisamente riceve un invito a sparare.